# Hẹ Muông
Hẹ Muông là một xã thuộc huyện Điện Biên, tỉnh Điện Biên, Việt Nam.

## Địa lý
Xã Hẹ Muông nằm ở trung tâm huyện Điện Biên, cách trung tâm huyện khoảng 30 km về phía nam, có vị trí địa lý:
- Phía đông giáp xã Núa Ngam
- Phía tây giáp xã Na Ư
- Phía nam giáp xã Na Tông
- Phía bắc giáp xã Pom Lót và xã Sam Mứn.

Xã Hẹ Muông có diện tích 73,55 km², dân số năm 2022 là 2.833 người, mật độ dân số đạt 38 người/km².

## Hành chính
Xã Hẹ Muông được chia thành 10 bản.

## Lịch sử
Ngày 25 tháng 8 năm 2012, Chính phủ ban hành Nghị quyết số 45/NQ-CP về việc thành lập xã Hẹ Muông trên cơ sở điều chỉnh 7.396,87 ha diện tích tự nhiên với 2.596 người và 9 bản: Ta Lét, Công Binh, Loọng Sọt, Pa Hẹ, Nậm Hẹ 1, Nậm Hẹ 2, Na Dôn, Sái Lương, Na Côm của xã Núa Ngam.